# Абрахам Мозес Кляйн
Кляйн Абрахам Мозес (14 лютого 1909, Ратне, Україна — 20 серпня 1972, Монреаль, Канада) — канадський поет, журналіст, педагог, політичний діяч, юрист.

## Біографія
В еміграції в Канаді з 1910 року. Навчався в університеті МакГілла (Канада). Писати поезії почав у студентському віці. Редагував студентський журнал, працював юристом. Читав лекції з літератури в університеті.
Абрахам Кляйн мріяв про країну, в якій всі б могли жити згідно зі своїми переконаннями та релігією. Він — єдиний англомовний поет, який склав хроніку Shoah від приходу до влади Гітлера до Нюрнберзького процесу, в якій зафіксовано депортації, масові вбивства. Завершується хроніка часом виникнення держави Ізраїль.
Поетична творчість Абрахама Кляйна тісно пов'язана з його політичною діяльністю. Його елегії та роздуми про співчуття живих мертвим належать до найбільш зворушливих і хвилюючих творів в літературі Shoah.
1948 року Абрахам Кляйн як письменник одержав премію генерал-губернатора Канади.